# Beat Brenk
Beat Brenk (Basilea, 15 febbraio 1935) è uno storico dell'arte svizzero.

## Biografia
Nato a Basilea nel 1935, Brenk è uno storico dell’arte della tarda antichità e del primo cristianesimo. Dopo aver conseguito il dottorato in storia dell'arte presso l'Università di Basilea nel 1960, ha ricevuto una borsa di studio dal Fondo nazionale svizzero per la ricerca scientifica che gli ha permesso di soggiornare a Roma, conducendo le proprie ricerche presso l'Istituto archeologico germanico e la Bibliotheca Hertziana, dal 1963 al 1969. Dal 1969 al 1971 è stato ricercatore in visita a Dumbarton Oaks. Nel 1971 ha insegnato come visiting professor all'Università di Amburgo e nel 1972 come visiting professor all'Università Ebraica di Gerusalemme e dal 1973 al 1975 come visiting professor all'Università di Utrecht. Dal 1977 al 2002 è stato professore ordinario di storia dell'arte e archeologia paleocristiana e medievale e direttore del dipartimento di storia dell'arte all'Università di Basilea. Dal 2002 al 2008 ha ricoperto una cattedra presso l'Università La Sapienza di Roma.

## Pubblicazioni
- "Die romanische Wandmalerei in der Schweiz", Berna, Francke Verlag, 1963
- "Die frühchristlichen Mosaiken in S. Maria Maggiore zu Rom", Wiesbaden, Franz Steiner Verlag, 1975, ISBN 3-515-02264-3.
- "Das Lektionar des Desiderius von Montecassino, Cod. Vat.Lat.1202. Ein Meisterwerk Italienischer Buchmalerei des 11. Jahrhunderts", Zurigo, Belser Verlag, 1987, ISBN 3-7630-7500-3.
- "Exultet. Rotolo ms 724/3, secolo XII, conservato presso la Biblioteca Casanatense Roma, facsimile", a cura di Guglielmo Cavallo con contributi di Beat Brenk, Torino, Priuli & Verlucca, 1994
- "Architettura e immagini del sacro nella tarda antichità", Spoleto, Fondazione Centro italiano di studi sull'Alto Medioevo, 2005
- "La Cappella Palatina a Palermo", Modena, F.C. Panini, 2010

## Fondo librario
Nel 2021 il Fondo Beat Brenk è pervenuto alla Biblioteca dell'Accademia di architettura di Mendrisio.